# Voo Avianca 203
O voo Avianca 203 foi um voo operado pela companhia Avianca numa aeronave Boeing 727, e que foi destruído por uma bomba sobre a Colômbia em 27 de novembro de 1989.
O voo iria de Bogotá, capital colombiana, a Cali. O avião estava no ar há cinco minutos quando um artefato explosivo foi detonado a bordo, provocando a ignição de vapores num tanque de combustível vazio. A explosão rasgou a aeronave ao meio. Todas as 101 pessoas a bordo foram mortas. Os restos do avião, ao cair no solo, ainda mataram 3 pessoas totalizando 104 mortos.
A explosão da bomba do voo 203 foi o pior ataque criminoso em muitas décadas de violência na Colômbia. O ataque terrorista foi articulado pelo Traficante e Terrorista Pablo Escobar, Fundador e líder do Cartel de Medellín, e o mesmo assumiu a responsabilidade pelo ato, dizendo que o alvo era César Gaviria Trujillo, o então candidato a presidente e líder nas pesquisas, embora ele não estivesse no voo. Dandeny Munoz-Mosquera, o chefe assassino do Cartel de Medellín, foi sentenciado pela Corte Distrital dos Estados Unidos a uma pena de detenção que chegava ao período de dez vidas consecutivas.

## Aeronave
O avião envolvido era um Boeing 727-200, de prefixo HK-1803 e equipado com três motores Pratt & Whitney JT8D-7. Ele pertencia anteriormente à empresa aérea estadunidense Pan American World Airways, desde maio de 1966 até novembro de 1975, matriculado como N326PA. Em seguida, foi repassado para a Avianca, voando desde então. Com a explosão, seguida de queda da aeronave, ela sofreu danos irreparáveis e nunca mais voou.

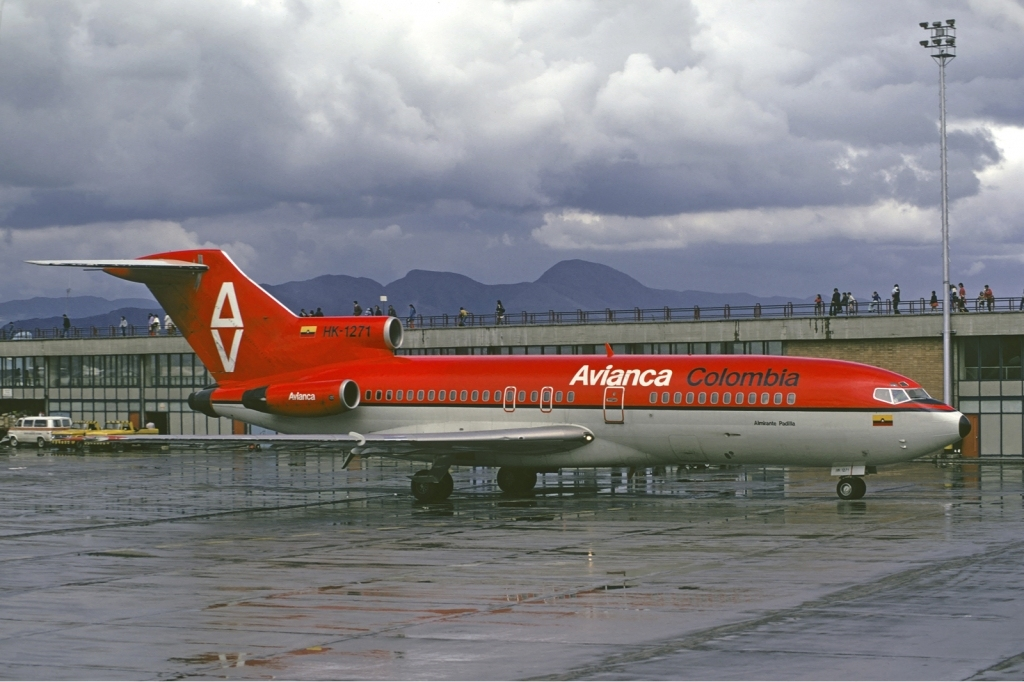
Boeing 727-200 sob operação pela Avianca, aeronave similar à envolvida no acidente.